# Formula genere-grado
In matematica, e in particolare nella geometria algebrica classica, la formula genere-grado lega il grado {\displaystyle d} di una curva piana {\displaystyle C\subset \mathbb {P} ^{2}} che ammette solo  singolarità ordinarie con il suo genere geometrico {\displaystyle g} mediante la formula:
{\displaystyle g={\frac {(d-1)(d-2)}{2}}-\sum _{P\in C}{\frac {r_{P}(r_{P}-1)}{2}},}
dove {\displaystyle r_{P}} è la molteplicità del punto {\displaystyle P} della curva.
Se la curva è non singolare, le molteplicità sono tutte uguali a {\displaystyle 1} e si ha la formula
{\displaystyle g={\frac {1}{2}}(d-1)(d-2),}
in tal caso il genere geometrico e il genere aritmetico della curva coincidono.

## Dimostrazione
La dimostrazione segue immediatamente dalla formula di aggiunzione. Per una dimostrazione classica vedere il libro di Arbarello, Cornalba, Griffiths e Harris.

## Generalizzazione
Per un'ipersuperficie non singolare {\displaystyle H} di grado {\displaystyle d} in {\displaystyle \mathbb {P} ^{n}} di genere aritmetico {\displaystyle g} la formula diventa:
{\displaystyle g={\binom {d-1}{n}},}
dove {\displaystyle {\tbinom {d-1}{n}}} è il coefficiente binomiale.